# Толкиноведение
Толкиноведение (толкинистика) (англ. Tolkien research, англ. Tolkien studies, англ. Tolkien scholarship) — область литературоведения, занимающаяся изучением жизни и творчества английского писателя и филолога Джона Рональда Руэла Толкина. Авторы исследований детально анализируют влияния на Толкина, затронутые в его произведениях темы, христианские мотивы, поэзия, литературные приёмы. К ним примыкают лингвистические исследования вымышленных Толкином языков.
Бо́льшая часть книг и публикаций о Толкине выходит на английском языке. В 1980-е годы начали появляться исследования, посвящённые Толкину на русском языке.

## Биографические исследования
Первая биография Дж. Р. Р. Толкина («Дж. Р. Р. Толкин: Биография») вышла в 1977 году, её автором стал Хамфри Карпентер. Издатель назвал её «официальной биографией создателя Средиземья». На неё ссылается большое количество дальнейших исследований творчества Толкина. В 2002 году вышло первое издание книги на русском языке.
В 1981 году под редакцией Хамфри Карпентера и Кристофера Толкина вышла книга «Письма Дж. Р. Р. Толкина», в которой содержались избранные письма писателя с 1917 по 1973 год. В 2004 году вышел перевод «Писем» на русский язык. В 2023 году вышло новое издание «Писем» на английском языке. Фактически это издание содержит текст, который Карпентер подготовил для публикации в 1979 году и передал издательству Allen & Unwin, однако издатель решил, что писем слишком много. В результате Карпентер и Кристофер Толкин сократили текст примерно на 50 тысяч слов. В издании 2023 года присутствуют эти вырезанные фрагменты, в том числе 154 письма, опубликованные впервые, ещё 45 писем были дополнены.
В 2003 году вышла книга Джона Гарта «Толкин и Великая война. На пороге Средиземья» (англ. Tolkien and the Great War: The Threshold of Middle-earth), в которой показано становление Толкина как писателя и мифотворца с акцентом на опыт участия Толкина в Первой мировой войне. Автор использовал материалы из неизданных личных архивов, а также послужной список Толкина и другие уникальные документы военного времени. В 2022 году издательство АСТ выпустило перевод книги на русский язык.

## Исследования произведений Толкина

### Сообщества и издательства
Существуют сообщества, которые занимаются исследованиями творчества Толкина. К ним относятся Толкиновское сообщество и Мифопоэтическое сообщество. Архивы Толкина хранятся в Бодлианской библиотеке в Оксфорде и в «Коллекции Дж. Р. Р. Толкина» в Университете Маркетт (Милуоки, штат Висконсин, США).
Книги в области толкиноведения выпускают издательства Houghton Mifflin, McFarland & Company, Mythopoeic Press, Walking Tree Publishers, Palgrave MacMillan, Kent State University Press.

### Журналы
Первые исследования произведений Толкина выходили в фэнзинах. Некоторые из них, включая Mythlore, основанный в 1969 году, позднее стали рецензируемыми академическими журналами. Также авторитетным журналом считается Mallorn, выпускаемый Толкиновским сообществом. С 2004 года выходит журнал Tolkien Studies, с 2014 года — Journal of Tolkien Research.
Есть журналы, посвящённые литературному сообществу Инклингов, в которое входил Толкин, к примеру выходящий с 2011 года Journal of Inklings Studies.

### Конференции
С 17 по 24 августа 1992 года Толкиновское сообщество и Мифопоэтическое сообщество провели совместную конференцию в Кибл-колледже (Оксфорд), посвящённую столетию со дня рождения Дж. Р. Р. Толкина, по итогам которой в журналах Mallorn и Mythlore вышел сборник трудов. Мифопоэтическое сообщество проводит регулярные конференции в США с 1970 года. С развитием Интернета некоторые конференции стали проходить в онлайн-формате.
Раз в два года проходит конференция Omentielva, посвящённая вымышленным языкам во вселенной Толкина.

### Области исследований
Существует большое количество книг, в которых детально анализируются влияния на Толкина, в том числе филологические (включая древнеанглийский, древнескандинавский, финский, валлийский языки), затронутые в произведениях Толкина темы, христианские мотивы, поэзия, литературные приёмы. Обзор разнообразных тем толкиноведения представлен в книге A Companion to J. R. R. Tolkien. Эндрю Хиггинс отметил в своём обзоре на эту книгу: «После многих лет вежливого (и не очень) пренебрежения и игнорирования со стороны „академического“ истеблишмента и „культурной интеллигенции“ Толкин вошел в „академический пантеон“ Blackwell's».

### Вымышленные языки
Толкин, будучи профессиональным лингвистом, разработал несколько вымышленных языков. Самыми проработанными из них являются эльфийские языки квенья и синдарин. Существует множество исследований этих вымышленных языков. Многие из этих исследований публикуются в журналах Parma Eldalamberon и Vinyar Tengwar. В начале 2000-х годов по теме языков вышло большое количество публикаций, основанных на фотокопиях черновиков, которые команда редакторов получила от Кристофера Толкина, а также на архивных материалах Бодлианской библиотеки.

### Книги
- Drout, Michael. The J. R. R. Tolkien Encyclopedia. — Routledge, 2007. — ISBN 978-0-415-96942-0.
- Tolkien's Legendarium: Essays on The History of Middle-earth / editors Flieger, Verlyn; Carl F. Hostetter. — Greenwood Press, 2000. — ISBN 978-0-313-30530-6.
- Flieger, Verlyn. Splintered Light: Logos and Language in Tolkien's World. — Kent, Ohio: Kent State University Press, 2002. — ISBN 978-0-87338-744-6.
- Hammond, Wayne G.; Scull, Christina. The Lord of the Rings: A Reader's Companion. — Houghton Mifflin Co., 2005. — ISBN 978-0-00-720907-1.
- Rosebury, Brian. Tolkien: A Cultural Phenomenon. — Palgrave Macmillan, 2003. — ISBN 978-1403-91263-3.
- A Companion to J. R. R. Tolkien / editor Stuart D. Lee. — Wiley Blackwell, 2020. — ISBN 978-1-11965-602-9.
- Shippey, Tom. J. R. R. Tolkien: Author of the Century. — HarperCollins, 2000. — ISBN ISBN 0-261-10400-4.
- Shippey, Tom. The Road to Middle-Earth. — 3-е изд. — HarperCollins, 2005. — ISBN 978-0261102750.
- Solopova, Elizabeth. Languages, Myths and History: An Introduction to the Linguistic and Literary Background of J. R. R. Tolkien's Fiction. — New York City: North Landing Books, 2009. — ISBN 978-0-9816607-1-4.
- Chance, Jane. Tolkien's Art: A Mythology for England. — Macmillan, 1980. — ISBN 0-333-29034-8.
- A Tolkien Compass / editor Lobdell, Jared. — Open Court, 2003. — ISBN 978-0875483030.

### Журналы
- Tolkien Studies (ISSN 1547-3155, West Virginia University Press)[19]
- Mythlore (ISSN 0146-9339, Mythopoeic Society)[20]
- Journal of Tolkien Research (ISSN 2471-934X, Valparaiso University)[21]
- Mallorn (ISSN 0308-6674, The Tolkien Society)[9][22][23]
- Vinyar Tengwar (ISSN 1054-7606, Elvish Linguistic Fellowship)[24]

## Комментарии
1. ↑  Престижная книготорговая сеть Великобритании, специализирующаяся на продажах академической и научной литературы.